# Jus sanguinis

Países por Jus sanguinis
jus sanguinis
jus sanguinis e leges sanguinis
leges sanguinis
Sem jus sanguinis

Jus sanguinis ou ius sanguinis (Latim:AFI: [juːs ˈsaŋ.ɡwi.nis]), que significa "direito de sangue", é o princípio da lei da nacionalidade pela qual a nacionalidade é determinada ou adquirida pela nacionalidade de um ou de ambos os progenitores. As crianças à nascença apenas podem ser nacionais de um determinado Estado se um ou ambos os pais tiverem a nacionalidade desse Estado. Pode também aplicar-se a identidades nacionais de origem étnica, cultural ou de outras origens. Ao abrigo do Direito de Retorno, a nacionalidade por jus sanguinis também pode ser aplicada a crianças cujos pais pertencem a uma diáspora e não eram cidadãos do Estado que confere a nacionalidade. Este princípio diverge do jus soli ou ius soli ("direito de terra"), que se limita ao local de nascimento.
No século XXI, quase todos os Estados aplicam alguma combinação de jus soli e jus sanguinis nas suas leis de nacionalidade em graus variados, em contraste com as formas amplamente puras de ambos, tal como utilizadas nos séculos XIX e XX. Historicamente, a aplicação mais comum do jus sanguinis é o direito da criança à nacionalidade do pai. Hoje, a maioria dos países estende este direito em igualdade de circunstâncias à mãe. Alguns aplicam este direito independentemente do local de nascimento, enquanto outros podem limitá-lo aos nascidos no Estado. Alguns países preveem que uma criança adquira a nacionalidade da mãe se o pai for desconhecido ou apátrida, e alguns independentemente do local de nascimento. Algumas destas crianças podem adquirir a nacionalidade automaticamente, enquanto outras podem necessitar de requerer previamente a nacionalidade dos pais. A aquisição da nacionalidade pelas crianças é supervisionada por diversas leis para evitar as transgressões.

## Aplicação
O direito de sangue é aplicado na Europa Central e oriental, Norte de África (especialmente Argélia e Marrocos) e Ásia (por exemplo, no sistema Millet e no Japão). Era também o direito romano inicial. As primeiras aplicações do direito (parcial) de sangue datam de Clístenes e se desenvolveram no mundo romano, quando a cidadania foi estendida a todos os habitantes livres do Império.

### Europa
O direito de sangue foi atribuído aos descendentes de europeus principalmente em consequência das grandes emigrações europeias dos séculos XIX e XX, visando a dar um abrigo legal aos descendentes dos emigrantes nascidos fora do território de determinada nação.
Países como Itália, Portugal, Espanha, França, Inglaterra, Japão, Austrália, Alemanha e Holanda adotaram o jus sanguinis.
Portugal
Em Portugal adota-se a regra do jus sanguinis, pelo qual critério é atribuído a nacionalidade originária às crianças através do direito de sangue, ou seja, se um dos seus pais ou avôs possuir a nacionalidade portuguesa, conforme a Lei da Nacionalidade Portuguesa.

### Américas
No continente americano prevalece o direito de solo. Isto ocorre justamente em função do impulso à colonização exercido pelos países do Novo Mundo, com grandes áreas pouco povoadas. 
Brasil
O Brasil adota o critério do jus soli mitigado por critérios do jus sanguinis, chegando a doutrina a afirmar que o país adota um sistema misto ou híbrido.

### Ásia
A maioria dos países asiáticos (incluindo China, Coreia do Sul, Japão, Filipinas e Tailândia) aplica uma versão do direito de sangue. A aquisição da nacionalidade por naturalização também é difícil e rara.